# Lleuwen Steffan
Lleuwen Steffan   (Bangor, 1979), de nom artístic Lleuwen i també Lleuwen Tangi, és una cantant en gal·lès i bretó. La seva música inclou interpretacions d'himnes, així com influències del jazz i d'altres gèneres. També va actuar en la producció de Theatr Genedlaethol Cymru Merch yr Eog el 2016.

## Vida personal
Lleuwen ha parlat obertament sobre el patiment envers la fe cristiana i sobre la convivència amb el trastorn bipolar i l'alcoholisme. Té dos fills, és filla del cantant Steve Eaves i germana de l'escriptora Manon Steffan Ros.

## Àlbums
- Cyfnos (com a part del grup Acoustique, 2002)[6]
- Duw â Ŵyr (2005)[7]
- Penmon (2007)[7]
- Tân (2011)[7]
- Gwn Glân Beibl Budr (2018)[8]

## Premis
Va guanyar el premi Prizioù l'any 2012 al millor disc bretó pel disc Tân.
A més a més, el 2013, a Gijón, Lleuwen va guanyar el concurs musical Liet, de llengües minoritàries i minoritzades, amb la cançó Ar Gouloù Bev.